# Фалопа, Маркос
Маркос Антонио Фалопа (порт. Marcos Antonio Falopa; 2 апреля 1949, Сан-Паулу) — бразильский футболист, тренер и спортивный функционер.

## Биография
Первоначально профессионально играл в мини-футбол, но со временем перешел в большой футбол. Выступал в первом дивизионе за бразильскую команду «Сан-Каэтано». После окончания Университет Сан-Паулу. В качестве наставника объездил многие страны. С 1995 по 2002 год Фалопа являлся техническим директором КОНКАКАФ при тринидадском президенте конфедерации Джеке Уорнере. Позже занимал руководящие должности в итальянских и бразильских футбольных академиях.
В разное время бразилец являлся техническим директором Южноафриканской футбольной ассоциации, руководил сборными Мьянмы, Барбадоса и юниорами Омана. Некоторое время входил в тренерский штаб сборной Бразилии.

## Достижения
- Серебряный призер Игр Юго-Восточной Азии (1): 2007.
- Финалист Кубка Камеруна (1): 1990.
- Финалист Кубка эмира Катара (1): 1979/80.
- Обладатель Konica Cup (1): 1991.

## Семья
Сын Маркоса Фалопы Америко также является тренером. Вместе с отцом он работал в штабе индийского клуба «Ист Бенгал», где отвечал за работу вратарей и физическую подготовку игроков.